# Basketball-Europameisterschaft der Damen 2011
Die Basketball-Europameisterschaft 2011 der Damen (offiziell: Eurobasket Women 2011) war die 33. Austragung des Wettbewerbs. Sie fand vom 18. Juni bis zum 3. Juli 2011 in Polen statt und wurde von der FIBA Europa organisiert. Den Titel gewann Russland, das im Finale die türkische Mannschaft besiegen konnte. Den 3. Platz belegte Titelverteidiger Frankreich.
Der Sieger des Turniers qualifiziert sich direkt für die Olympischen Spiele 2012. Die vier nächstplatzierten Mannschaften erhalten einen Startplatz bei einem Qualifikationsturnier, über das sich fünf weitere Mannschaften für die Spiele qualifizieren.

## Austragungsorte
| Gruppen                            | Stadt     | Halle      | Plätze |
| ---------------------------------- | --------- | ---------- | ------ |
| A, B (Vorrunde), E (Zwischenrunde) | Bydgoszcz | Łuczniczka | 6.200  |
| C, D (Vorrunde), F (Zwischenrunde) | Kattowitz | Spodek     | 11.500 |
| Finalrunde                         | Łódź      | Arena Łódź | 13.000 |

## Vorrunde
In der Vorrunde spielten jeweils vier Mannschaften in vier Gruppen gegeneinander. Der Sieger eines Spiels erhielt zwei Punkte, der Verlierer einen Punkt. Stand ein Spiel am Ende der regulären Spielzeit unentschieden, so erfolgte eine Verlängerung.
| Gruppe A                                 | Gruppe B                                         | Gruppe C                                     | Gruppe D                                          |
| ---------------------------------------- | ------------------------------------------------ | -------------------------------------------- | ------------------------------------------------- |
| - Litauen - Russland - Slowakei - Türkei | - Belarus - Tschechien - Großbritannien - Israel | - Montenegro - Polen - Spanien - Deutschland | - Kroatien - Frankreich - Griechenland - Lettland |

### Gruppe A –Bydgoszcz
| Spiel | Datum         | Team 1   | Team 2   | 1. Q. | 2. Q. | 3. Q. | 4. Q. | Verl. | Ergebnis | Topscorer |
| ----- | ------------- | -------- | -------- | ----- | ----- | ----- | ----- | ----- | -------- | --------- |
| A1    | 18. Juni 2011 | Türkei   | Litauen  | 12:19 | 10:18 | 16:14 | 20:13 | –     | 58:64    |           |
| A2    | 18. Juni 2011 | Russland | Slowakei | 12:15 | 17:19 | 23:17 | 16:15 | –     | 68:66    |           |
| A3    | 19. Juni 2011 | Slowakei | Türkei   | 18:21 | 14:17 | 09:24 | 19:14 | –     | 60:76    |           |
| A4    | 19. Juni 2011 | Litauen  | Russland | 16:16 | 14:19 | 26:17 | 20:12 | –     | 76:64    |           |
| A5    | 20. Juni 2011 | Türkei   | Russland | 07:29 | 20:16 | 15:13 | 23:22 | –     | 65:80    |           |
| A6    | 20. Juni 2011 | Slowakei | Litauen  | 18:08 | 13:09 | 15:16 | 11:13 | –     | 57:46    |           |

| Platz | Team     | Spiele | Siege | Niederl. | Körbe   | Punkte | Diff. |
| ----- | -------- | ------ | ----- | -------- | ------- | ------ | ----- |
| 1     | Litauen  | 3      | 2     | 1        | 186:179 | 5      | +07   |
| 2     | Russland | 3      | 2     | 1        | 212:207 | 5      | +05   |
| 3     | Türkei   | 3      | 1     | 2        | 199:204 | 4      | −05   |
| 4     | Slowakei | 3      | 1     | 2        | 183:190 | 4      | −07   |

### Gruppe B –Bydgoszcz
| Spiel | Datum         | Team 1                 | Team 2                 | 1. Q. | 2. Q. | 3. Q. | 4. Q. | Verl. | Ergebnis | Topscorer |
| ----- | ------------- | ---------------------- | ---------------------- | ----- | ----- | ----- | ----- | ----- | -------- | --------- |
| B1    | 18. Juni 2011 | Tschechien             | Israel                 | 19:12 | 13:10 | 20:17 | 20:17 | –     | 72:56    |           |
| B2    | 18. Juni 2011 | Belarus                | Vereinigtes Königreich | 14:11 | 17:09 | 14:08 | 10:12 | –     | 55:40    |           |
| B3    | 19. Juni 2011 | Vereinigtes Königreich | Tschechien             | 13:09 | 10:18 | 12:21 | 10:12 | –     | 45:60    |           |
| B4    | 19. Juni 2011 | Israel                 | Belarus                | 12:18 | 06:08 | 18:21 | 05:21 | –     | 41:68    |           |
| B5    | 20. Juni 2011 | Tschechien             | Belarus                | 23:09 | 16:17 | 15:20 | 13:16 | –     | 67:62    |           |
| B6    | 20. Juni 2011 | Vereinigtes Königreich | Israel                 | 13:11 | 24:13 | 17:13 | 20:14 | –     | 74:51    |           |

| Platz | Team                   | Spiele | Siege | Niederl. | Körbe   | Punkte | Diff. |
| ----- | ---------------------- | ------ | ----- | -------- | ------- | ------ | ----- |
| 1     | Tschechien             | 3      | 3     | 0        | 199:163 | 6      | +26   |
| 2     | Belarus                | 3      | 2     | 1        | 185:148 | 5      | +37   |
| 3     | Vereinigtes Königreich | 3      | 1     | 2        | 159:166 | 4      | −07   |
| 4     | Israel                 | 3      | 0     | 3        | 148:214 | 3      | −66   |

### Gruppe C –Kattowitz
| Spiel | Datum         | Team 1      | Team 2      | 1. Q. | 2. Q. | 3. Q. | 4. Q. | Verl. | Ergebnis | Topscorer |
| ----- | ------------- | ----------- | ----------- | ----- | ----- | ----- | ----- | ----- | -------- | --------- |
| C1    | 18. Juni 2011 | Polen       | Montenegro  | 15:18 | 11:19 | 12:17 | 15:16 | –     | 53:70    |           |
| C2    | 18. Juni 2011 | Spanien     | Deutschland | 21:12 | 18:15 | 19:22 | 21:20 | –     | 79:69    |           |
| C3    | 19. Juni 2011 | Deutschland | Polen       | 19:23 | 11:07 | 15:24 | 15:21 | –     | 60:75    |           |
| C4    | 19. Juni 2011 | Montenegro  | Spanien     | 20:13 | 19:18 | 15:16 | 12:10 | –     | 66:57    |           |
| C5    | 20. Juni 2011 | Polen       | Spanien     | 20:20 | 11:17 | 19:13 | 13:28 | –     | 63:78    |           |
| C6    | 20. Juni 2011 | Deutschland | Montenegro  | 12:25 | 15:10 | 19:19 | 15:22 | –     | 64:76    |           |

| Platz | Team        | Spiele | Siege | Niederl. | Körbe   | Punkte | Diff. |
| ----- | ----------- | ------ | ----- | -------- | ------- | ------ | ----- |
| 1     | Montenegro  | 3      | 3     | 0        | 212:174 | 6      | +38   |
| 2     | Spanien     | 3      | 2     | 1        | 214:198 | 5      | +16   |
| 3     | Polen       | 3      | 1     | 2        | 191:208 | 4      | −17   |
| 4     | Deutschland | 3      | 0     | 3        | 193:230 | 3      | −37   |

### Gruppe D –Kattowitz
| Spiel | Datum         | Team 1       | Team 2       | 1. Q. | 2. Q. | 3. Q. | 4. Q. | Verl. | Ergebnis | Topscorer |
| ----- | ------------- | ------------ | ------------ | ----- | ----- | ----- | ----- | ----- | -------- | --------- |
| D1    | 18. Juni 2011 | Griechenland | Lettland     | 16:14 | 19:22 | 13:10 | 19:11 | –     | 67:57    |           |
| D2    | 18. Juni 2011 | Frankreich   | Kroatien     | 26:16 | 22:09 | 23:10 | 15:05 | –     | 86:40    |           |
| D3    | 19. Juni 2011 | Kroatien     | Griechenland | 26:16 | 16:13 | 11:14 | 12:20 | –     | 65:63    |           |
| D4    | 19. Juni 2011 | Lettland     | Frankreich   | 13:16 | 09:12 | 14:13 | 14:09 | 09:06 | 59:56    |           |
| D5    | 20. Juni 2011 | Griechenland | Frankreich   | 13:16 | 05:15 | 16:15 | 20:18 | –     | 55:64    |           |
| D6    | 20. Juni 2011 | Kroatien     | Lettland     | 16:20 | 25:14 | 12:17 | 08:16 | –     | 61:67    |           |

| Platz | Team         | Spiele | Siege | Niederl. | Körbe   | Punkte | Diff. |
| ----- | ------------ | ------ | ----- | -------- | ------- | ------ | ----- |
| 1     | Lettland     | 3      | 2     | 1        | 183:184 | 5      | −01   |
| 2     | Frankreich   | 3      | 2     | 1        | 206:154 | 5      | +52   |
| 3     | Kroatien     | 3      | 1     | 2        | 166:216 | 4      | −50   |
| 4     | Griechenland | 3      | 1     | 2        | 185:186 | 4      | −01   |

## Zwischenrunde
Nach der Vorrunde qualifizierten sich jeweils die ersten drei Mannschaften einer Gruppe für die Zwischenrunde. Die insgesamt sechs Teams der Gruppen A und B bildeten die Gruppe E, diejenigen der Gruppen C und D bildeten die neue Gruppe F. Jedes Team trat je einmal gegen jedes der drei Teams aus der anderen Vorrundengruppe an. Die Punkte gegen die anderen qualifizierten Mannschaften aus der eigenen Vorrundengruppe wurden weitergeführt.
| Gruppe E                                                                      | Gruppe F                                                          |
| ----------------------------------------------------------------------------- | ----------------------------------------------------------------- |
| - Litauen - Russland - Türkei - Tschechien - Belarus - Vereinigtes Königreich | - Montenegro - Spanien - Polen - Lettland - Frankreich - Kroatien |

### Gruppe E –Bydgoszcz
| Spiel | Datum         | Team 1                 | Team 2                 | 1. Q. | 2. Q. | 3. Q. | 4. Q. | Verl. | Ergebnis | Topscorer |
| ----- | ------------- | ---------------------- | ---------------------- | ----- | ----- | ----- | ----- | ----- | -------- | --------- |
| E1    | 23. Juni 2011 | Vereinigtes Königreich | Litauen                | 15:16 | 17:14 | 17:18 | 14:16 | –     | 63:64    |           |
| E2    | 23. Juni 2011 | Belarus                | Russland               | 10:14 | 14:11 | 26:15 | 12:11 | –     | 62:51    |           |
| E3    | 23. Juni 2011 | Türkei                 | Tschechien             | 12:18 | 10:08 | 15:10 | 14:20 | –     | 51:56    |           |
| E4    | 25. Juni 2011 | Litauen                | Belarus                | 13:12 | 16:09 | 15:17 | 24:12 | –     | 68:50    |           |
| E5    | 25. Juni 2011 | Vereinigtes Königreich | Türkei                 | 15:17 | 12:16 | 13:12 | 17:19 | –     | 57:64    |           |
| E6    | 25. Juni 2011 | Russland               | Tschechien             | 16:09 | 22:13 | 13:09 | 18:24 | –     | 69:55    |           |
| E7    | 27. Juni 2011 | Tschechien             | Litauen                | 12:22 | 21:14 | 14:08 | 14:15 | –     | 63:59    |           |
| E8    | 27. Juni 2011 | Russland               | Vereinigtes Königreich | 08:20 | 14:07 | 21:19 | 19:13 | –     | 62:59    |           |
| E9    | 27. Juni 2011 | Belarus                | Türkei                 | 14:24 | 16:10 | 04:15 | 22:16 | –     | 56:65    |           |

| Platz | Team                   | Spiele | Siege | Niederl. | Körbe   | Punkte | Diff. |
| ----- | ---------------------- | ------ | ----- | -------- | ------- | ------ | ----- |
| 1     | Tschechien             | 5      | 4     | 1        | 301:286 | 9      | +15   |
| 2     | Litauen                | 5      | 4     | 1        | 331:298 | 9      | +33   |
| 3     | Russland               | 5      | 3     | 2        | 326:317 | 8      | +09   |
| 4     | Türkei                 | 5      | 2     | 3        | 303:313 | 7      | −10   |
| 5     | Belarus                | 5      | 2     | 3        | 285:291 | 7      | −06   |
| 6     | Vereinigtes Königreich | 5      | 0     | 5        | 264:305 | 5      | −41   |

### Gruppe F –Kattowitz
| Spiel | Datum         | Team 1     | Team 2     | 1. Q. | 2. Q. | 3. Q. | 4. Q. | Verl. | Ergebnis | Topscorer |
| ----- | ------------- | ---------- | ---------- | ----- | ----- | ----- | ----- | ----- | -------- | --------- |
| F1    | 22. Juni 2011 | Kroatien   | Montenegro | 17:24 | 17:21 | 14:15 | 12:21 | –     | 60:81    |           |
| F2    | 22. Juni 2011 | Frankreich | Spanien    | 17:15 | 13:12 | 16:21 | 33:07 | –     | 79:55    |           |
| F3    | 22. Juni 2011 | Polen      | Lettland   | 18:17 | 15:12 | 07:12 | 13:16 | –     | 53:62    |           |
| F4    | 24. Juni 2011 | Montenegro | Frankreich | 22:20 | 18:17 | 17:18 | 16:13 | –     | 73:68    |           |
| F5    | 24. Juni 2011 | Kroatien   | Polen      | 24:21 | 20:17 | 11:08 | 09:10 | –     | 64:56    |           |
| F6    | 24. Juni 2011 | Spanien    | Lettland   | 13:10 | 14:13 | 19:13 | 20:21 | –     | 66:57    |           |
| F7    | 26. Juni 2011 | Lettland   | Montenegro | 22:16 | 14:29 | 12:13 | 22:16 | –     | 70:74    |           |
| F8    | 26. Juni 2011 | Spanien    | Kroatien   | 18:19 | 22:19 | 15:16 | 16:21 | –     | 71:75    |           |
| F9    | 26. Juni 2011 | Frankreich | Polen      | 08:15 | 16:04 | 15:25 | 19:10 | –     | 58:54    |           |

| Platz | Team       | Spiele | Siege | Niederl. | Körbe   | Punkte | Diff. |
| ----- | ---------- | ------ | ----- | -------- | ------- | ------ | ----- |
| 1     | Montenegro | 5      | 5     | 0        | 364:308 | 10     | +56   |
| 2     | Lettland   | 5      | 3     | 2        | 315:310 | 8      | +05   |
| 3     | Frankreich | 5      | 3     | 2        | 347:281 | 8      | +66   |
| 4     | Kroatien   | 5      | 2     | 3        | 300:361 | 7      | −61   |
| 5     | Spanien    | 5      | 2     | 3        | 327:340 | 7      | −13   |
| 6     | Polen      | 5      | 0     | 5        | 279:332 | 5      | −53   |

## Finalrunden
Nach der Zwischenrunde qualifizierten sich jeweils die ersten vier Teams der beiden Gruppen E und F für die im K.-o.-Modus ausgetragene Finalrunde. Gespielt wurde im Viertelfinale über Kreuz gegen einen Gegner aus der jeweils anderen Zwischenrundengruppe. Anschließend trafen sowohl die Sieger der Viertelfinals im Halbfinale aufeinander, als auch die Verlierer im „kleinen Halbfinale“. Die Sieger der Halbfinalspiele bestritten das Finale, die Verlierer das Spiel um Platz 3. Die Sieger des „kleinen Halbfinales“ spielten um Platz 5, die Verlierer um Platz 7.

### Turnierbaum
Alle Zeiten in Mitteleuropäischer Sommerzeit (MESZ)
|  | Viertelfinale              | Viertelfinale              |                           |                           | Halbfinale                | Halbfinale |  |  | Finale                    | Finale                    |
|  |                            |                            |                           |                           |                           |            |  |  |                           |                           |
|  | 46 – 29. Juni 2011 – 18:00 |                            |                           |                           |                           |            |  |  |                           |                           |
|  | Lettland                   | 72                         |                           |                           |                           |            |  |  |                           |                           |
|  | Lettland                   | 72                         | 49 – 1. Juli 2011 – 18:00 |                           |                           |            |  |  |                           |                           |
|  | Russland                   | 83                         |                           |                           |                           |            |  |  |                           |                           |
|  | Russland                   | 83                         | Tschechien                | 53                        |                           |            |  |  |                           |                           |
|  |                            |                            | Tschechien                | 53                        |                           |            |  |  |                           |                           |
|  |                            | Russland                   | 85                        |                           |                           |            |  |  |                           |                           |
|  | Tschechien                 | Russland                   | 85                        | 79                        |                           |            |  |  |                           |                           |
|  | Tschechien                 |                            |                           | 79                        |                           |            |  |  |                           |                           |
|  | Kroatien                   | 63                         |                           | 54 – 3. Juli 2011 – 20:30 | 54 – 3. Juli 2011 – 20:30 |            |  |  |                           |                           |
|  | 43 – 29. Juni 2011 – 20:30 | 43 – 29. Juni 2011 – 20:30 | Russland                  | 59                        |                           |            |  |  |                           |                           |
|  | 45 – 30. Juni 2011 – 18:00 | 45 – 30. Juni 2011 – 18:00 |                           | Türkei                    | 42                        |            |  |  |                           |                           |
|  | Montenegro                 | 44                         |                           |                           |                           |            |  |  |                           |                           |
|  | Türkei                     | 56                         |                           |                           |                           |            |  |  |                           |                           |
|  | Türkei                     | 56                         | Frankreich                | 62                        |                           |            |  |  |                           |                           |
|  |                            |                            | Frankreich                | 62                        | Spiel um Platz 3          |            |  |  |                           |                           |
|  |                            | Türkei                     | 68                        |                           |                           |            |  |  |                           |                           |
|  | Litauen                    | Türkei                     | 68                        | 58                        | Tschechien                | 56         |  |  |                           |                           |
|  | Litauen                    | 50 – 1. Juli 2011 – 20:30  |                           | 58                        | Tschechien                | 56         |  |  |                           |                           |
|  | Frankreich                 | 66                         |                           | Frankreich                | 63                        |            |  |  |                           |                           |
|  | Frankreich                 | 66                         |                           |                           | 63                        |            |  |  |                           |                           |
|  | 44 – 30. Juni 2011 – 20:30 | 44 – 30. Juni 2011 – 20:30 |                           |                           |                           |            |  |  | 53 – 3. Juli 2011 – 18:30 | 53 – 3. Juli 2011 – 18:30 |

|  | Kleines Halbfinale         | Kleines Halbfinale        |                           |    | Finalrunden 5.–8. Platz   | Finalrunden 5.–8. Platz   |
|  |                            |                           |                           |    |                           |                           |
|  | Kroatien                   | 84                        |                           |    |                           |                           |
|  | Lettland                   | 75                        |                           |    |                           |                           |
|  | 47 – 30. Juni 2011 – 15:30 |                           |                           |    |                           |                           |
|  |                            |                           | 52 – 2. Juli 2011 – 20:30 |    |                           |                           |
|  | Kroatien                   | 73                        |                           |    |                           |                           |
|  |                            | Montenegro                | 59                        |    |                           |                           |
|  |                            |                           |                           |    |                           |                           |
|  | 7. und 8. Platz            |                           |                           |    |                           |                           |
|  | 48 – 1. Juli 2011 – 15:30  | 48 – 1. Juli 2011 – 15:30 | Lettland                  | 56 |                           |                           |
|  | Litauen                    | 59                        | Litauen                   | 75 |                           |                           |
|  | Montenegro                 | 68                        |                           |    | 51 – 2. Juli 2011 – 18:00 | 51 – 2. Juli 2011 – 18:00 |

### Viertelfinale
| Spiel | Datum         | Team 1     | Team 2     | 1. Q. | 2. Q. | 3. Q. | 4. Q. | Verl. | Ergebnis | Topscorer |
| ----- | ------------- | ---------- | ---------- | ----- | ----- | ----- | ----- | ----- | -------- | --------- |
| 46    | 29. Juni 2011 | Lettland   | Russland   | 18:23 | 19:25 | 18:17 | 17:18 | –     | 72:83    |           |
| 43    | 29. Juni 2011 | Tschechien | Kroatien   | 21:13 | 15:16 | 31:11 | 12:23 | –     | 79:63    |           |
| 45    | 30. Juni 2011 | Montenegro | Türkei     | 16:11 | 11:13 | 06:17 | 11:15 | –     | 44:56    |           |
| 44    | 30. Juni 2011 | Litauen    | Frankreich | 13:11 | 21:22 | 08:20 | 16:13 | –     | 58:66    |           |

### Kleines Halbfinale
| Spiel | Datum         | Team 1   | Team 2     | 1. Q. | 2. Q. | 3. Q. | 4. Q. | Verl. | Ergebnis | Topscorer |
| ----- | ------------- | -------- | ---------- | ----- | ----- | ----- | ----- | ----- | -------- | --------- |
| 47    | 30. Juni 2011 | Kroatien | Lettland   | 15:20 | 22:14 | 24:18 | 23:23 | –     | 84:75    |           |
| 48    | 1. Juli 2011  | Litauen  | Montenegro | 12:14 | 17:15 | 24:16 | 06:23 | –     | 59:68    |           |

### Halbfinale
| Spiel | Datum        | Team 1     | Team 2   | 1. Q. | 2. Q. | 3. Q. | 4. Q. | Verl. | Ergebnis | Topscorer |
| ----- | ------------ | ---------- | -------- | ----- | ----- | ----- | ----- | ----- | -------- | --------- |
| 49    | 1. Juli 2011 | Tschechien | Russland | 18:22 | 08:17 | 17:22 | 10:24 | –     | 53:85    |           |
| 50    | 1. Juli 2011 | Frankreich | Türkei   | 15:16 | 16:22 | 11:11 | 18:11 | 02:08 | 62:68    |           |

### Spiel um Platz 7
| Spiel | Datum        | Team 1   | Team 2  | 1. Q. | 2. Q. | 3. Q. | 4. Q. | Verl. | Ergebnis | Topscorer |
| ----- | ------------ | -------- | ------- | ----- | ----- | ----- | ----- | ----- | -------- | --------- |
| 51    | 2. Juli 2011 | Lettland | Litauen | 12:20 | 06:14 | 23:15 | 15:26 | –     | 56:75    |           |

### Spiel um Platz 5
| Spiel | Datum        | Team 1   | Team 2     | 1. Q. | 2. Q. | 3. Q. | 4. Q. | Verl. | Ergebnis | Topscorer |
| ----- | ------------ | -------- | ---------- | ----- | ----- | ----- | ----- | ----- | -------- | --------- |
| 52    | 2. Juli 2011 | Kroatien | Montenegro | 14:16 | 24:19 | 17:09 | 18:15 | –     | 73:59    |           |

### Spiel um Platz 3
| Spiel | Datum        | Team 1     | Team 2     | 1. Q. | 2. Q. | 3. Q. | 4. Q. | Verl. | Ergebnis | Topscorer |
| ----- | ------------ | ---------- | ---------- | ----- | ----- | ----- | ----- | ----- | -------- | --------- |
| 53    | 3. Juli 2011 | Tschechien | Frankreich | 20:15 | 10:09 | 13:19 | 13:20 | –     | 56:63    |           |

### Finale
| Spiel | Datum        | Team 1   | Team 2 | 1. Q. | 2. Q. | 3. Q. | 4. Q. | Verl. | Ergebnis | Topscorer |
| ----- | ------------ | -------- | ------ | ----- | ----- | ----- | ----- | ----- | -------- | --------- |
| 54    | 3. Juli 2011 | Russland | Türkei | 19:08 | 14:15 | 13:11 | 13:08 | –     | 59:42    |           |

## Endstände
| Rang                       | Team           | Siege: Niederl. | Korbverhältnis |
| Finalrunden                | Finalrunden    | Finalrunden     | Finalrunden    |
| -------------------------- | -------------- | --------------- | -------------- |
| Gold                       | Russland       | 7:2             | 1,1291         |
| Silber                     | Türkei         | 5:4             | 1,013          |
| Bronze                     | Frankreich     | 6:3             | 1,1622         |
| 4                          | Tschechien     | 6:3             | 1,0145         |
| 5                          | Kroatien       | 5:4             | 0,9184         |
| 6                          | Montenegro     | 7:2             | 1,0911         |
| 7                          | Litauen        | 5:4             | 1,044          |
| 8                          | Lettland       | 3:6             | 0,9289         |
| Nicht im Viertelfinale     |                |                 |                |
| 9                          | Belarus        | 3:3             | 1,0633         |
| 9                          | Spanien        | 3:3             | 0,9927         |
| 9                          | Großbritannien | 1:5             | 0,9494         |
| 9                          | Polen          | 1:5             | 0,9031         |
| Nicht in der Zwischenrunde |                |                 |                |
| 13                         | Griechenland   | 1:2             | 0,9946         |
| 13                         | Slowakei       | 1:2             | 0,9632         |
| 13                         | Deutschland    | 0:3             | 0,8391         |
| 13                         | Israel         | 0:3             | 0,6916         |

## Ehrungen
Zur wertvollsten Spielerin des Turniers wurde die Russin Jelena Danilotschkina gewählt. Während des Turnierverlaufs hatte sie mehr als die Hälfte ihrer Würfe von jenseits der Dreipunktelinie getroffen. Neben ihr wurden ihre Landsfrau Marija Stepanowa, die Türkin Nevriye Yılmaz, Eva Vítečková aus Tschechien und die Kroatin Sandra Mandir in das All-Tournament Team gewählt.

## Statistiken

### Insgesamt
- 54 Spiele
- 6829 Punkte

### Meiste Punkte
| Spieler           | Nationalität | Punkte |
| ----------------- | ------------ | ------ |
| Iva Perovanović   | Montenegro   | 131    |
| Elīna Babkina     | Lettland     | 130    |
| Sandra Mandir     | Kroatien     | 129    |
| Kateřina Elhotová | Tschechien   | 128    |
| Nevriye Yılmaz    | Türkei       | 123    |

### Meiste Punkte pro Spiel
| Spieler           | Nationalität | Punkte |
| ----------------- | ------------ | ------ |
| Iva Perovanović   | Montenegro   | 16,4   |
| Ewelina Kobryn    | Polen        | 14,7   |
| Elīna Babkina     | Lettland     | 14,4   |
| Sandra Mandir     | Kroatien     | 14,3   |
| Kateřina Elhotová | Tschechien   | 14,2   |

### Meiste Rebounds pro Spiel
| Spieler            | Nationalität | Rebounds |
| ------------------ | ------------ | -------- |
| Zane Tamane        | Lettland     | 9,1      |
| Marija Stepanowa   | Russland     | 8,9      |
| Jelena Lewtschenko | Belarus      | 8,2      |
| Iva Perovanović    | Montenegro   | 7,8      |
| Ewelina Kobryn     | Polen        | 7,7      |

### Meiste Assists pro Spiel
| Spieler             | Nationalität | Assists |
| ------------------- | ------------ | ------- |
| Elīna Babkina       | Lettland     | 4,2     |
| Veronika Bortelová  | Tschechien   | 4,1     |
| Birsel Vardarlı     | Türkei       | 4,0     |
| Natalia Martschenko | Belarus      | 3,8     |
| Sandra Mandir       | Kroatien     | 3,8     |
| Céline Dumerc       | Frankreich   | 3,8     |